# (500425) 2012 TO141
(500425) 2012 TO141 es un asteroide perteneciente al cinturón de asteroides, descubierto el 19 de febrero de 2010 por el equipo del Mount Lemmon Survey desde el Observatorio del Monte Lemmon, Arizona, Estados Unidos.

## Designación y nombre
Designado provisionalmente como 2012 TO141.

## Características orbitales
2012 TO141 está situado a una distancia media del Sol de 3,074 ua, pudiendo alejarse hasta 3,310 ua y acercarse hasta 2,838 ua. Su excentricidad es 0,076 y la inclinación orbital 18,60 grados. Emplea 1968,80 días en completar una órbita alrededor del Sol.
El próximo acercamiento a la órbita terrestre se producirá el 4 de marzo de 2034.

## Características físicas
La magnitud absoluta de 2012 TO141 es 16,2.